# قائمة ملوك أبيدوس (رمسيس الثاني)
قائمة ملوك أبيدوس أو  قائمة ملوك أبيدوس II 

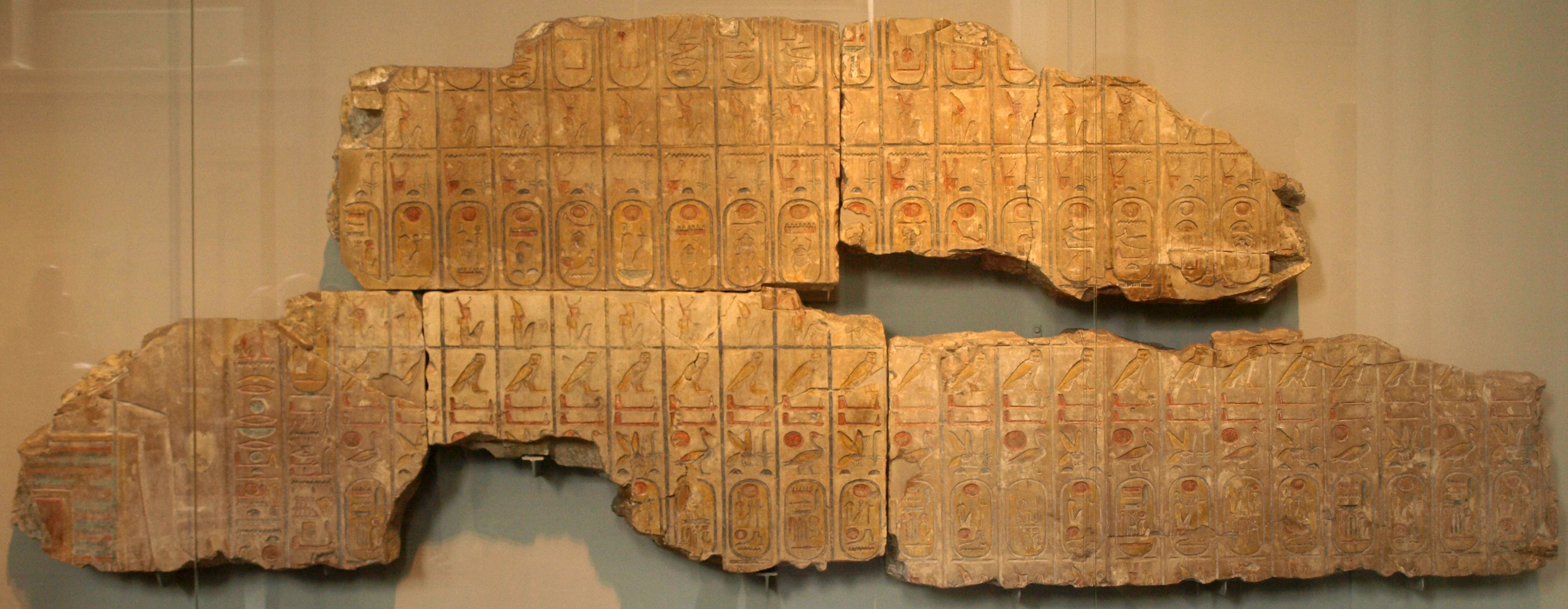
قائمة ملوك أبيدوس بالمتحف البريطاني.

هي قائمة تضم فراعنة مصر وجدت في معبد رمسيس الثاني ، أبيدوس في أبيدوس . وهي تكاد تكون متوافقة مع قائمة ملوك مصر (أبيدوس) التي أمر والده سيتي الأول بإنشائها في معبده الموجود أيضا في أبيدوس. لم تحفظ قائمة الملوك المنتسبة إلى رمسيس الثاني ، وهي محفوظة الآن في المتحف البريطاني بلندن. وقد حصل عليها المتحف في عام 1837 .

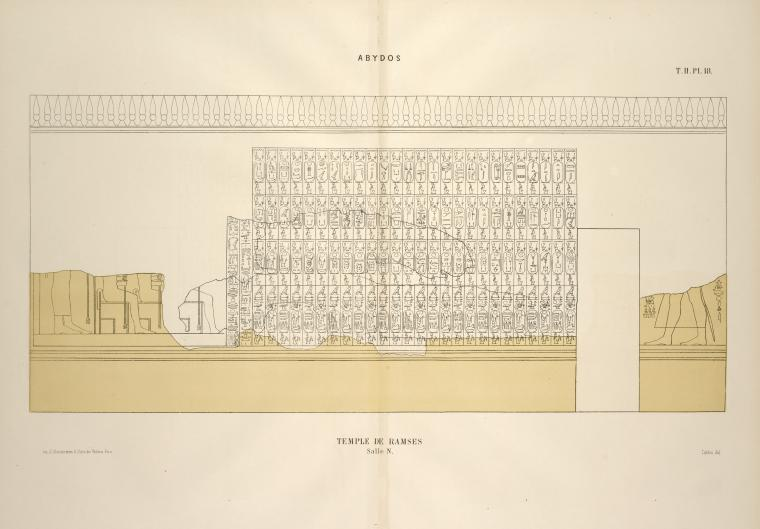
رسم لقائمة الملوك من معبد رمسيس الثاني في أبيدوس ، من عام 1875.

## وصلات خارجية
- صور من المتحف البريطاني

## اقرأ أيضا
- قائمة ملوك مصر (أبيدوس)
- قائمة ملوك مصر القديمة
- حجر باليرمو
- بردية تورينو
- قائمة الملوك سقارة
- قائمة الملوك بالكرنك
- بيت المليون سنة